# 信亨祚
信亨祚（1192年—1240年7月14日），字光祖，金朝末期、蒙古帝国初期将领，上谷人。
信亨祚自称是战国信陵君的子孫后裔，子孫因信字為氏。先祖中有南北朝高欢麾下信都芳。祖父信怀陽、父亲信慶寿，在乡里知名。信亨祚生于金章宗明昌三年。貞祐年間，蒙古帝国南攻，華北荒芜，他率乡里千余人在梁山自保。前後三个月，大小百余战，没有敗绩。敵兵听到信亨祚的姓名就害怕得逃走，归附信亨祚的人越来越多。
归附南宋的义兵将领彭義斌据守大名進入華北，以官賞劝信亨祚归降南宋。信亨祚不认为彭義斌可以成事，于是没有接受。1221年（辛巳）春，归附依附蒙古、据守東平的大軍閥严实，被任命为五翼都总領、佩金符。後李全的济南軍来襲，信亨祚出战获胜。
1222年（壬午）命他守曹州，衣不解甲。三年后回到严实帳下，参与攻打黄山、恩州，立功最多。東平粮尽，严实与彭義斌和解。信亨祚知事勢所在，提孤軍至太行山，求来蒙古大军，击败彭義斌誅死。彭義斌部将劉慶福被击败后，信亨祚以功升任为同知曹州軍州事、宣武将軍。严实治军严，动以军法从事，亨祚从容相救，多能救人活命。
泰安人司仙率领万余户在徂徠山结寨，后来归降信亨祚，信亨祚秋毫无所犯。之後得病，1240年（庚子，元太宗十二年）六月廿三日在家中去世，时年四十九岁。同年九月十四日葬在須城县盧泉乡金谷山。